# Коренцы
Коренцы — деревня в Псковском районе Псковской области России. Входит в состав Писковичской волости.
Деревня расположена на северо-восточной границе города Пскова.
Численность населения по состоянию на 2000 год составляла 17 жителей.